# Vappu
Vappu (finsko Vappen) je festival pomladi, študentov in delavcev, ki ga praznujejo 1. maja na Finskem.
Vappu na Finskem praznujejo že od sredine srednjega veka. Leta 1870 je bil razglašen kot festival za študente, saj ga še posebej radi praznujejo finski študentje od leta 1890 pa ga praznujejo tudi delavci, saj ga je organiziralo Helsinško združenje knjižnih delavcev. Ta običaj so na Finsko prinesli študentje s švedske univerze Lund leta 1865.

## Pomen praznovanja
Vappu praznujejo vsako leto 1. maja in pomeni konec zime. Praznujejo ga tudi kot mednarodni praznik dela.

### Izvor imena
Finsko ime "Vappu" izvira od nemške svetnice iz 8. stoletja, imenovane Walpurgis (Valburga), ki je bil kanonizirana 1. maja leta 870.

## Splošne tradicije na Vappu
Praznovanja se začnejo 30. aprila ob 18. uri z zabavami na mestnih trgih in praznovanje se nato nadaljuje 1. maja s pikniki v mestnih parkih.
Tradicionalna pijača je sima. To fermentirana pijača, ki je najpomembnejša značilnost praznika, vsebuje limone in rozine. Tradicionalna jed pa je tippaleipä, v zadnjem desetletju pa je postala del tradicije tudi krompirjeva solata. Številni orkestri vsako leto organizirajo tradicionalni prvomajski koncert. V parkih na stojnicah prodajajo balone, kape, prvomajske rože, majhne broške. Ves denar, ki ga zberejo namenijo v dobrodelne organizacije.